# Шарха
Шарха (укр. Шарха, крымскотат. Şarha, Шарха) — гора в Крыму, в 2,5 км к западу от посёлка Малый Маяк. Вершина лесистая, пологая. Высота горы — 725 м.

## Геология
Гора сложена светло-серыми кислыми породами — тоналит-порфирами и плагиогранит-порфирами средней юры. У подножия юго-восточного склона магматические породы частично разрабатываются щебеночным карьером (ОАО «Шархинский карьер»).
Состав тоналит-порфиров (в%) — кварц (30-40), плагиоклаз (45-65), биотит (1-3), вторичные: хлорит (1-3), кальцит (3-9), серицит (5-7), фиксируются вкрапленники (до 13 %).
Плагиогранит-порфиры (в%) — кварц (40-50), олигоклаз и андезин (50-55), биотит (3-5), мусковит (до 1) вторичные: хлорит и кальцит (до 5) серицит (3-4).